# Phra Bat Nam Pu (monasterio)
Phra Bat Nam Pu es un monasterio en Tailandia mejor conocido por albergar a personas con VIH/SIDA en estado terminal.
Phra Bat Nam Pu está ubicado a 150 kilómetros al norte de la ciudad de  Bangkok.

## Historia
Si bien no es preciso el año de su fundación, sí se sabe que surgió como refugio especialmente en la década de 1990 y principios del 2000 cuando la epidemia de VIH llegó al país.
Dado que el Dr. Alongkot Dikkapanya (monje principal) iba a verlos a los hospitales, y fue en 1991 que algunos fueron a donde él para quedarse.
En 2014,  ya tenían 1500 pacientes de diversas edades y más de 10 000 fallecidos en todo ese periodo de tiempo.

## Debate
Phra Bat Nam Pu se ha visto envuelto en diversas controversias derivadas de las condiciones precarias y de soledad en las que se encuentran los pacientes, con falta de recursos médicos básicos, hacinamiento, desnutrición generalizada y una alta tasa de mortalidad.